# .nc.tr
.nc.tr은 북키프로스에서 사용하는 인터넷 도메인 네임이다. 북키프로스가 승인된 국가가 아니고, 키프로스의 국가 도메인인 .cy를 사용하지도 않으므로, 터키의 국가 도메인인 .tr의 2단계 도메인을 사용하고 있다.

## 같이 보기
- .nc